# Duende Verde
El Duende Verde es el alias de varios supervillanos ficticios que aparecen en los cómics estadounidenses publicados por Marvel Comics. La primera y más conocida encarnación, Norman Osborn, creado por Stan Lee y Steve Ditko, generalmente se considera en el archienemigo de Spider-Man. Originalmente una manifestación de locura inducida químicamente, otros, como el hijo de Norman, Harry Osborn, adoptaría la personalidad. El Duende Verde es un supervillano con temática de Halloween cuyas armas se asemejan a murciélagos, fantasmas y linternas de calabaza y en la mayoría de las encarnaciones usa un hoverboard o planeador para volar.
El periodista e historiador del cómic, Mike Conroy escribe del personaje: "De todos los villanos disfrazados que han plagado a Spider-Man a lo largo de los años, el más desaliñado y aterrador de todos es el Duende Verde". El Duende Verde ha aparecido en varias películas, entre ellas Spider-Man (2002), Spider-Man 2 (2004), y Spider-Man 3 (2007) con Willem Dafoe como Norman Osborn, y The Amazing Spider-Man 2 (2014) con Dane DeHaan como Harry Osborn. La película de 2007 también retrató a James Franco como una versión del personaje del Duende Verde. Y volverá a interpretar por última vez el papel para Spider-Man: No Way Home (2021) uniéndose al Universo cinematográfico de Marvel y será el villano del Hombre Araña y estará para la segunda temporada de Disney + para Echo.

## Historial de publicación
Según Steve Ditko: "La sinopsis de Stan para el Duende Verde tenía un equipo de filmación, en el lugar, encontrando un sarcófago parecido a un egipcio. Dentro había un demonio antiguo y mitológico, el Duende Verde. Naturalmente cobró vida. Por mi cuenta, yo transformó al demonio mitológico de Stan en un villano humano".
El Duende Verde debutó en The Amazing Spider-Man # 14. En este momento su identidad era desconocida, pero se hizo popular y reapareció en números posteriores, lo que destacó su identidad secreta. Según Stan Lee y John Romita, Sr., quien reemplazó a Ditko como el artista del título, Lee siempre quiso que el Duende Verde fuera alguien que Peter Parker conocía, mientras que Ditko quería que su identidad civil fuera alguien a quien todavía no se había presentado. Lee explicó: "Steve quería que se convirtiera en solo un personaje que nunca habíamos visto antes. Porque, dijo, en la vida real, muy a menudo un villano resulta ser alguien que nunca conociste. Y sentí que eso estaría equivocado. Sentí que, en cierto sentido, sería como engañar al lector ... Si se trata de alguien que no conocías y nunca habías visto, ¿cuál era el objetivo de seguir todas las pistas?, creo que eso frustra el lector." Sin embargo, Lee se adelantó a esta afirmación al admitir que, debido a su autodeclarada mala memoria, pudo haber confundido al Duende Verde con un personaje diferente, y en un ensayo anterior había dicho que no podía recordar si Norman Osborn era el Duende Verde, fue idea suya o de Ditko. Ditko ha sostenido que fue idea suya, incluso alegando que lo había decidido antes de que se terminara la primera historia del Duende Verde, y que un personaje que dibujó en el fondo de un panel único de Amazing Spider-Man # 23 estaba destinado a ser Norman Osborn (que no se presenta hasta el número 37).
Ditko abandonó la serie con el número 38, solo uno antes de que Norman Osborn fuera presentado como el padre de Harry Osborn. El primer tema sin Ditko vio al Duende Verde desenmascarado. John Romita, Sr., quien reemplazó a Ditko como el artista del título, recordó:
Stan no hubiera podido soportarlo si Ditko hubiera hecho la historia y no hubiera revelado que el Duende Verde era Norman Osborn. No sabía que existiera alguna duda sobre que Osborn fuera el Duende. No sabía que Ditko acababa de poner a Osborn como un perro de paja. Acabó de aceptar el hecho de que iba a ser Norman Osborn cuando lo hiciéramos. Había estado siguiendo los últimos dos problemas y no creía que hubiera realmente un misterio. Mirando hacia atrás, dudó que la identidad del Goblin hubiera sido revelada en Amazing # 39 si Ditko se hubiera quedado.
En la histórica "La noche en que murió Gwen Stacy" (The Amazing Spider-Man # 121-122), el duende verde mata a Gwen Stacy y luego muere en una pelea contra Spider-Man. Sin embargo, el escritor de la historia, Gerry Conway, hizo que Harry Osborn adoptara la identidad del Duende Verde después de "The Night Gwen Stacy Died", y luego comentó que "nunca tuve la intención de deshacerme del Duende Verde como concepto". El hecho de que Harry Osborn se convirtiera en el Duende Verde fue en gran parte bien recibido, y los fanáticos comentaron que Harry era más amenazador de lo que su padre había sido.
Varios otros personajes adoptarían la identidad de Duende Verde, y el escritor Roger Stern presentó más tarde el Hobgoblin para reemplazar al Duende Verde como el archienemigo de Spider-Man. Además, un retcon durante la "Clone Saga" determinó que el duende verde original sobrevivió a los eventos de The Amazing Spider-Man # 122 y había estado jugando un rol detrás de las escenas en las aventuras de Spider-Man desde entonces.

## Historia de los personajes

### Norman Osborn
Norman Osborn es el personaje principal relacionado con el alias que desarrolló el equipo utilizado por los otros Duendes Verdes desde que estuvo expuesto a la Fórmula Duende. También fue la causa de la muerte de Gwen Stacy. Luego murió poco después, pero pronto fue revivido por la fórmula dentro de él.

### Harry Osborn
Harry Osborn, el hijo de Norman Osborn, se convierte en el segundo Duende Verde. Después de ser derrotado y puesto bajo el cuidado del Dr. Bart Hamilton, Harry, mientras se encuentra bajo hipnosis, revela muchos secretos del Duende Verde y Hamilton decide convertirse en el tercer Duende Verde. Harry se recupera y lucha contra Hamilton hasta que una explosión hace que Harry sea amnésico de su época como el Duende Verde y mata a Hamilton. Años después, los recuerdos de Harry regresan y usa un nuevo suero Duende más fuerte para aumentar su poder, pero muere a causa de él. Más tarde, Harry regresaría gracias a las maquinaciones de Mephisto en "One More Day".

### Bart Hamilton
El Dr. Barton "Bart" Hamilton fue un psicólogo nacido en Scarsdale, Nueva York. Antes de su muerte, Harry está bajo la atención médica del Dr. Hamilton, quien logra que Harry entierre su vendetta y su identidad como el Duende en su subconsciente a través de la hipnosis. El Dr. Hamilton usa los secretos de Harry para convertirse en el tercer Duende Verde. Sin embargo, Harry no tiene conocimiento de dónde se encuentra la fórmula para mejorar la fuerza de Duende Verde y, por lo tanto, Hamilton no puede ubicarla. Trama un complot complicado para matar a Silvermane, pero Harry Osborn retoma la identidad del Duende Verde para detenerlo. Luchan y Hamilton es asesinado accidentalmente por una bomba con la que él quería matar a Spider-Man, y Harry se vuelve amnésico. Años más tarde, hubo especulaciones de que Hamilton era el Hobgoblin, pero esto es refutado.
Un Duende Verde que es presumiblemente Hamilton aparece como miembro de la segunda encarnación de la Legión de los No-Vivos, creada por el Gran Maestro. Después de enfrentarse a los Vengadores, el grupo y su maestro son vencidos por la Muerte.
Durante la historia de Dead No More: The Clone Conspiracy, la forma de Duende Verde de Bart Hamilton es clonado por Chacal y su compañía New U Technologies.

### Phil Urich
Luego de la recaída de la locura de Harry, se convierte nuevamente en el Duende Verde en numerosas ocasiones hasta que muere debido a los efectos secundarios de un suero Duende modificado, su equipo y la identidad del Duende Verde son utilizados brevemente por Philip Benjamin "Phil" Urich (sobrino de Ben Urich del Daily Bugle) que intenta ganarse la reputación de superhéroe, aunque a veces se le considera tan maníaco como sus antecesores villanos. Cuando su equipo se daña durante una batalla contra un Centinela en el cruce de Onslaught, Phil no puede repararlo ni reemplazarlo, y el cuarto Duende Verde se retira. Más tarde forma el equipo Excelsior. Actualmente, Phil se ha convertido en el nuevo Hobgoblin, pero después de ser atrapado por Spider-Man, sale de la cárcel y se convierte en el Caballero Duende en un sirviente del Duende Verde.

### Construcción sin nombre
Después de regresar de entre los muertos, Norman comienza a tratar de convencer al público de que nunca fue el Duende Verde, por lo que tiene un asociado llamado Doctor Angst. Ingeniero genético de un nuevo Duende Verde, uno de ellos servilmente dedicado a él, para ayudarlo en su caso. Norman usa al Duende como guardaespaldas, para atormentar a Spider-Man, y en trucos (como el secuestro de Normie Osborn por rescate) diseñado para atraer la simpatía pública.
Después de que Norman se encuentra incapacitado por la Reunión de los Cinco, el Duende se queda solo y comienza a degenerar debido a que ya no tiene acceso a la fórmula requerida para mantenerlo estable. El Duende persigue a la esposa de Harry Osborn, Liz Allan, en un intento desesperado por encontrar una cura para su condición, pero Spider-Man lo expulsa. Durante un segundo intento de capturar a Liz, el Duende se desenmascara frente a Spider-Man (arrastrando los ojos en una variedad de rostros, el más prominente es Harry, después de hacerlo) y se funde en un montón de goo mientras reclama a Norman volvería.

## Poderes y habilidades
En sus primeras apariciones, el Duende Verde parece ser un hombre normal (aunque muy ágil y atlético) que obtiene sus poderes de sus muchos artilugios. En apariciones posteriores, se establece que debido a la "Fórmula Duende", Norman y la mayoría de los sucesores de la persona Duende poseen fuerza sobrehumana (levantando 9 toneladas en condiciones óptimas), velocidad aumentada, reflejos, resistencia y velocidad de curación. Aunque a una velocidad mucho más lenta que Wolverine, puede regenerar tejidos y órganos dañados. Sin embargo, si está gravemente herido, dejaría cicatrices en su cuerpo. Su inteligencia se ha mejorado a niveles dotados, aunque al precio de su cordura. Su participación en el Encuentro de los Cinco aflojó su control sobre la realidad, aunque es capaz de mantener cierta apariencia de cordura a través de parches dérmicos tratados químicamente. Cuando no está afectado por una enfermedad mental, Osborn es un hombre de negocios astuto, estratega magistral y altamente calificado en electrónica, mecánica, ingeniería y química. El duende verde está armado con una variedad de dispositivos extraños. Viaja en su jet en forma de "Duende Planeador", un planeador para cohetes increíblemente rápido y maniobrable equipado con varios armamentos. Otras armas que usa el Goblin incluyen bombas de calabaza incendiarias, granadas que emiten humo y gases que se asemejan a fantasmas y linternas tipo Jack-'o', armas de tiro tipo bumerán con bordes de cuchillas de afeitar llamadas murciélagos de afeitar y guantes tejidos con filamentos de microcircuitos que pulsaron descargas de electricidad a casi 10,000 voltios. Lleva un traje verde debajo de la cota de malla a prueba de balas con una túnica púrpura superpuesta. Su máscara tiene un filtro de gas incorporado para mantenerlo a salvo de sus propios gases.

### Duende Planeador
En la primera aparición del Duende Verde en "The Amazing Spider-Man" # 14, monta una escoba de acero sin cohetes sin alas, no un planeador. En el número 17, su segunda aparición, lo cambia por el conocido planeador con forma de murciélago. Los controles y el microprocesador del Duende Planeador están ubicados detrás de la cabeza de este. El piloto está conectado al planeador a través de cierres electromagnéticos en las alas del mismo. Tiene una gran maniobrabilidad y se maneja principalmente inclinándose, pero los controles manuales están disponibles detrás de la cabeza del planeador. El Duende Verde luego agregó controles de voz por radio a su máscara. Su velocidad máxima es de 90 millas por hora (140 km./h.), y puede soportar aproximadamente 400 lb. (180 kg.), aunque podría elevarse mucho más durante breves períodos. Volar a la velocidad máxima con una carga completa y un tanque de combustible lleno agotaría su suministro de combustible en aproximadamente una hora.
En las últimas apariciones del Duende, el planeador posee una amplia gama de armamentos, que incluyen misiles inteligentes y buscadores de calor, ametralladoras, cuchillas que se extienden, un lanzallamas y un lanzador/dispensador de bombas de calabaza.

### Bombas de calabaza, bombas fantasma y la "Bolsa de trucos"
Una granada utilizada por el Duende Verde, Bomba Calabaza se parece a una miniatura Jack-o'-lantern y, cuando se lanza, se enciende casi sin sonido y produce suficiente calor para fundirse a través de una lámina de acero de 3 pulgadas (76 mm) de espesor. El Duende lleva estas y una variedad de otras armas, como los murciélagos de afeitar (similares a los bumeranes con cuchillas) y las "Bombas Fantasmas" en miniatura en una bolsa por encima del hombro que él llama "Bolsa de trucos". El Duende Verde tiene una gama de otras "Bombas de calabaza" y "Bombas fantasma" a su disposición, incluidas bombas de humo y gases. Algunos liberan gases alucinógenos, mientras que otros emiten una mezcla especialmente creada que neutraliza el sentido arácnido de Spider-Man por un período de tiempo limitado. Otros emiten un gas retardante de llama, que el Duende usa contra la Antorcha Humana. Todos estos están cubiertos con un recubrimiento de plástico ligero.

## Grupos

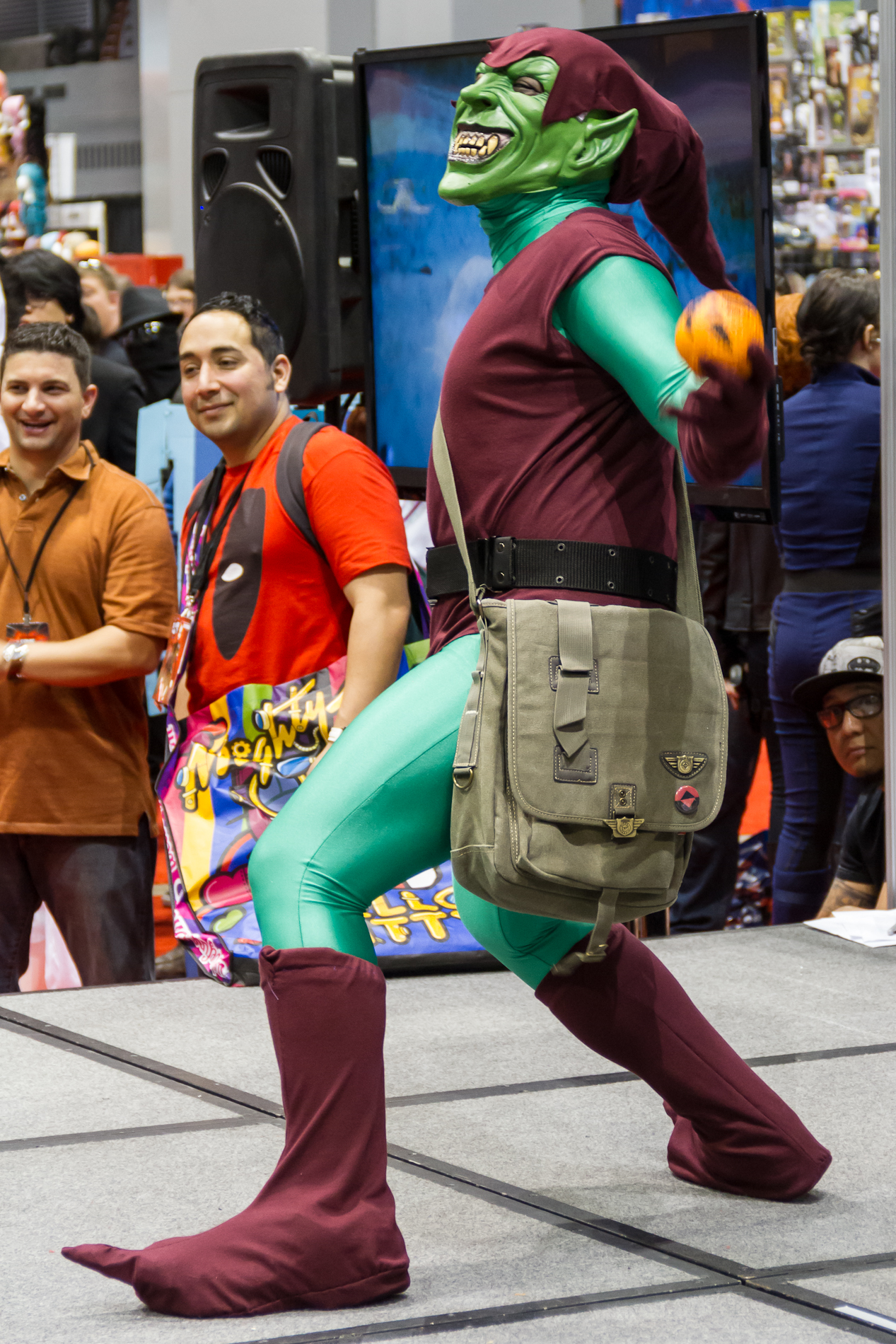
Traje del personaje de ficción Duende Verde. cosplay

### Duendes
Algún tiempo después de la muerte de Harry, su hijo Norman es secuestrado por un trío de duendes misteriosas. Con la ayuda de Ben Urich y Molten Man, Spider-Man descubre que estos "Goblinettes" son robots creados por Harry y controlados por una supercomputadora que contiene copias de las mentes de Harry y Norman. Los Goblinettes se destruyen junto con la computadora, que había sido programada para exponer a Normie a la misma versión del suero Duende que mató a Harry, en un intento por crear un nuevo Duende Verde.

### Orden del Duende
Una rama del culto a los Scriers fundado por Norman, que consiste solo en sus seguidores más leales.

### Colmillos Duende
Tras el ascenso y caída del poder de Norman Osborn, surgieron varias bandas de Duende en todo Estados Unidos. Compuestos principalmente por supremacistas blancos que estuvieron de acuerdo con sus planes de expulsar a los asgardianos del país, visten ropas de color púrpura, maquillaje de cara verde y tienen tatuajes basados en duendes. Vin Gonzales reveló que recibió uno de estos tatuajes en la cárcel cuando le transmitió a Harry un mensaje de Norman sobre Stanley, el hijo recién nacido de Harry.

### Nación Duende
La Nación Duende, también conocida como Duende bajo Tierra, es un grupo de crimen organizado compuesto por villanos de temática Duende liderados por Rey Duende contra su enemigo The Superior Spider-Man.

### Duendes de Guerra
En el lapso de ocho meses que ocurrió después de los eventos de Secret Wars, un traficante de armas fuertemente vendado que afirmaba ser Norman Osborn comenzó a vender disfraces y equipos basados en Duende Verde en el mercado negro, estableciendo ejércitos privados de "Duendes de Guerra".

## Otras versiones
Como personaje ficticio, Duende Verde ha aparecido en varios medios, desde cómics hasta películas y series de televisión. Cada versión del personaje se establece típicamente dentro de su propia continuidad dentro de los universos paralelos, hasta el punto en el que se pueden identificar distintas diferencias en la representación del personaje. Varias versiones de Duende se muestran en obras como de la línea de Ultimate Marvel y Tierra-X.

### 2099
En el escenario de Marvel 2099, el Duende es un embaucador radical que quiere demostrar que Spider-Man (Miguel O'Hara) está a sueldo de una megacorp como Alchemax. Tiene alas de planeador como de murciélago y una bolsa de "trucos", similar a la versión del siglo XX. También tiene la capacidad de proyectar ilusiones.
Finalmente es desenmascarado y parece ser el hermano de Spider-Man, Gabriel O'Hara, aunque más tarde se revela, en un retcon, que es un cambiaformas que tomó la identidad de Gabriel. El escritor Peter David, quien abandonó el libro entre la creación del personaje y el desenmascaramiento, ha dicho que su intención era que Duende fuera una sacerdotisa católica llamada Padre Jennifer, y que Gabriel fuera una pista falsa. Este Duende nunca fue llamado Duende Verde, sino simplemente Duende 2099.
En All-New, All-Different Marvel, durante un viaje a 2099, Spider-Man (O'Hara) es capturado por Venom y Doctor Octopus de esa época. Miguel luego se despierta en Alchemax, que está dirigido por los Seis Siniestros de esa época. Los Seis Siniestros descubren que el Duende es en realidad el padre Jennifer D'Angelo, un aliado encubierto de Kasey. Después de recibir un mensaje de los Seis Siniestros, Miguel y Kasey van a Alchemax para rescatar al padre Jennifer. Al escapar, Spider-Man y el padre Jennifer llegan a un área donde aparece la puerta del tiempo, pero Jennifer es asesinada por el Doctor Octopus.

#### En otros medios
- El Duende Verde 2099 es un personaje jugable y un jefe en Lego Marvel Super Heroes 2.[36] Aparece por primera vez en Manhattan, después de que se haya convertido en parte de Chronopolis, y lucha contra Spider-Man y Spider-Gwen junto con Buitre, pero ambos villanos son rápidamente derrotados. Más tarde, el Duende 2099 obtiene un fragmento del Nexus de Todas las Realidades, que usa para fusionar a Venom y Carnage en una nueva criatura, apodada "Carnom", a quien controla. Cuando Spider-Man, Ms. Marvel, She-Hulk, Spider-Gwen y Spider-Man 2099 llegan a Nueva York (también parte de Chronopolis) y entran en Alchemax para recuperar el fragmento, el Duende 2099 libera a Carnom sobre ellos, pero lo derrotan y lo liberan del control del Duende. El Duende 2099 es visto por última vez siendo perseguido por Carnom en represalia por su abuso.

### Avataars: Pacto del escudo
En la miniserie Avataars: Pacto del escudo, que tiene lugar en un universo alternativo conocido como Eurth creado por Moldeador de Mundos, el Duende Verde aparece como el Rey Duende. Una criatura pequeña y ágil de color verde y adornado con harapos de color púrpura, se muestra que el Rey Duende habla únicamente en rima y dirige una caseta de peaje en Webwood, extorsionando bienes de los viajeros junto con sus secuaces los Seis Más Siniestros.

### House of M
En Spider-Man: House of M de la serie de cómics de Marvel 2005 House of M, hay dos versiones del Duende Verde.
- El primero es el amigo de lucha libre de Peter y su rival Crusher Hogan, quien usa la identidad como su franquicia de lucha libre.
- El segundo es el propio Peter Parker, quien, sintiéndose culpable haciéndose pasar por un mutante cuando en realidad era un humano con poderes a la manera habitual de Spider-Man (mordedura de araña radioactiva), se hace pasar por el Duende Verde para revelar la información sobre él como un humano a J. Jonah Jameson, su publicista de entonces, y eventualmente al mundo entero. Norman Osborn también está presente en esta continuidad, como un industrial cuya empresa es comprada por Peter.[38]

### MC2

#### Furia la Reina Duende
Élan DeJunae, hija de la familia criminal San Mardeo DeJunae en Sudamérica, está comprometida con Normie Osborn cuando ella es solo un bebé debido a la participación de su padre en la Orden del Duende.
A partir de entonces, Élan aprende el negocio familiar y finalmente establece conexiones con la Tarántula Negra. Ella crece entrenando para seguir los pasos de Norman Osborn y, finalmente, se convierte en la líder de la Orden del Duende. Después de un ataque casi fatal a Normie, Élan regresa a Nueva York para seguir adelante con su matrimonio arreglado, pero Normie no estaba al tanto del compromiso. Mientras tanto, Élan y Tarántula Negra planean usar a Spider-Girl para destruir a Lady Octopus y Canis para que puedan tomar el control del inframundo de Nueva York. Siguiendo los planes hechos por Norman Osborn antes de su muerte, la Reina Duende intenta dosificar a Normie Osborn con una nueva versión de la Fórmula Duende. Spider-Girl logra derrotar a Élan, pero en la batalla, la fórmula explota y la Reina escapa.
Debido a su Normie rechazó y negó su lugar en el legado Duende, Furia estrella su boda para Brenda Drago y une a la fuerza al simbionte Venom en un intento de corromperlo. Esto resulta contraproducente, ya que Normie ganó el control del simbionte y se convirtió en un héroe. Después de que Furia arruinara la boda de Normie, Phil Urich (el buen Duende Verde) la derrota y la envía a prisión.

#### Normie Osborn
Normie Osborn es hijo de Harry Osborn y Liz Allan, y nieto de Norman Osborn. En la línea de tiempo alternativa del universo MC2, se convierte en el Duende Verde y lucha contra la hija de Spider-Man, May "Mayday" Parker, antes de reformarse y convertirse en su aliado.

#### Phil Urich
En la línea de tiempo de MC2, Phil Urich se casa con su novia Meredith y es un científico forense y amigo de Peter Parker. Conoce las identidades de Peter y Spider-Girl. Phil Urich retoma la identidad Duende, primero bajo el nombre de Duende Dorado, luego como Duende Verde con la ayuda de Normie Osborn (III). Después de que Phil perdió una larga serie de batallas, Normie recrea la máscara original de Phil, que le otorga una fuerza sobrehumana y otras habilidades, mejorando enormemente su efectividad. También es miembro fundador de Nuevos New Warriors.

### Spider-Man: India
Spider-Man: India presenta a Nalin Oberoi, un despiadado hombre de negocios en Mumbai, que está arrasando pueblos en busca de un amuleto místico para conectarse con demonios malvados y sobrenaturales que una vez gobernaron el mundo. El proceso funciona y transforma a Oberoi en "Duende Verde". También transforma a un dócil doctor en "Doctor Octopus" y lo envía a buscar a Pavitar Prabhakar (Spider-Man). Más tarde, Oberoi incendia la aldea de Pavitar (marcándola con sus iniciales NO) y secuestra a MJ y a la tía Maya (Tía May). En el cuartel general de Oberoi, intenta derribar a los demonios, hasta que un Octopus y Pavitar reformados atacan y rescatan a las damas. Después de matar al médico, Oberoi es derrotado por Pavitar. Oberoi también tiene un hijo mencionado por Pavitar, Hari.

## En otros medios

### Cine
- En la película Spider-Man, de Sam Raimi, el Duende Verde de Norman Osborn es el antagonista principal y es interpretado por Willem Dafoe. Al principio de la película, se nos presenta a Norman Osborn como el director de Oscorp, una empresa dedicada a producir armas con una tecnología avanzada. Además, es el padre de Harry Osborn, el amigo íntimo de Peter Parker. En esos tiempos, Oscorp estaba diseñando un suero para mejorar a los soldados del ejército, pero Norman decide administrárselo él mismo y como consecuencia, adquiere una mayor fuerza física, pero le afecta al cerebro. Así es como se acaba convirtiendo en el Duende Verde. Poco después, la junta directiva de la empresa le obliga a renunciar a su cargo como director. Ansioso por vengarse, Norman comete un atentado y asesina a todos aquellos que le despidieron y aquel día, tiene lugar su primer duelo contra Spider-Man. Más adelante, el héroe y el villano tienen su segundo encuentro, en el que el Duende Verde causa heridas en el brazo de Spider-Man. No mucho más tarde, en una comida donde están reunidos Peter con Harry y su padre, Norman se da cuenta de los cortes que tiene Peter en el brazo, descubriendo su identidad secreta, Spider-Man. Conociendo esta gran verdad, el Duende Verde hiere primero a la tía de Peter, May Parker, y después retiene a su novia, Mary Jane Watson. En este secuestro, comienza el gran enfrentamiento final entre Spider-Man y el Duende Verde, donde Peter deberá afrontar un verdadero reto. Durante la pelea, Peter observa el rostro del duende sin máscara, descubriendo a Norman. Intentando distraerle, Norman empieza a disculparse por todo lo que ha hecho mientras realmente prepara unas cuchillas en su aerodeslizador. El sentido arácnido advierte a Peter y las cuchillas impactan contra Norman, asesinándolo. Antes de morir, Norman le suplica a Peter que no le cuente nada a su hijo Harry.
- En Spider-Man: Un nuevo universo aparece la version ultimate con la voz de Jorma Taccone. Él se enfrenta a Spiderman por órdenes de Wilson Fisk, pero en medio de la lucha, Miles se pone en peligro, por lo que Spiderman lo salva y descubre que tienen una conexión por el Sentido Arácnido. Después de enfrentar a Prowler el Duende Verde lo retiene, y enojado con Spiderman lo pone dentro del portal, lo que genera una explosión en el Campo de Prueba. Después de eso, se puede ver la mano inmóvil del Duende, simbolizando que murió por la explosión, ya que no se vuelve a ver por el resto de la película, y no hay menciones de él.